# Bromeliagrion fernandezianum
Bromeliagrion fernandezianum – gatunek ważki z rodziny łątkowatych (Coenagrionidae). Występuje w północnej części Ameryki Południowej; stwierdzony w Ekwadorze i północnej Wenezueli.